# Paróquia de East Baton Rouge
A Paróquia de East Baton Rouge (em inglês:  East Baton Rouge Parish) é uma das 64 paróquias do estado americano da Luisiana. A sede e maior cidade da paróquia é Baton Rouge. Foi fundada em 1812.
A paróquia possui uma área de 1 218 km², dos quais 1 179 km² estão cobertos por terra e 38 km² por água, uma população de 440 171 habitantes, e uma densidade populacional de 373,2 hab/km² (segundo o censo nacional de 2010). É a paróquia mais populosa da Luisiana.